# Anyphaenidae
Anyphaenidae là một họ nhện bao gồm 516 loài được xếp vào 56 chi.

## Phân loại
Các phân họ, tông và chi trong họ này gồm:
- Amaurobioidinae Hickman, 1949

- Amaurobioidini Hickman, 1949

- Acanthoceto Mello-Leitão, 1944
- Amaurobioides O. P.-Cambridge, 1883
- Axyracrus Simon, 1884
- Aysenia Tullgren, 1902
- Aysenoides Ramírez, 2003
- Coptoprepes Simon, 1884
- Ferrieria Tullgren, 1901
- Gamakia Ramírez, 2003
- Josa Keyserling, 1891
- Negayan Ramírez, 2003
- Selknamia Ramírez, 2003

- Gayennini Ramirez, 2003

- Arachosia O. P.-Cambridge, 1882
- Araiya Ramírez, 2003
- Gayenna Nicolet, 1849
- Gayennoides Ramírez, 2003
- Monapia Simon, 1897
- Oxysoma Nicolet, 1849
- Phidyle Simon, 1880
- Philisca Simon, 1884
- Sanogasta Mello-Leitão, 1941
- Tasata Simon, 1903
- Tomopisthes Simon, 1884

- Anyphaeninae Bertkau, 1878

- Alijassa Brescovit, 1997
- Anyphaena Sundevall, 1833
- Anyphaenoides Berland, 1913
- Australaena Berland, 1942
- Aysha Keyserling, 1891
- Bromelina Brescovit, 1993
- Buckupiella Brescovit, 1997
- Hatitia Brescovit, 1997
- Hibana Brescovit, 1991
- Iguarima Brescovit, 1997
- Ilocomba Brescovit, 1997
- Isigonia Simon, 1897
- Italaman Brescovit, 1997
- Katissa Brescovit, 1997
- Lepajan Brescovit, 1993
- Lupettiana Brescovit, 1997
- Macrophyes O. P.-Cambridge, 1893
- Mesilla Simon, 1903
- Osoriella Mello-Leitão, 1922
- Otoniela Brescovit, 1997
- Patrera Simon, 1903
- Pippuhana Brescovit, 1997
- Sillus F. O. P.-Cambridge, 1900
- Tafana Simon, 1903
- Temnida Simon, 1896
- Teudis O. P.-Cambridge, 1896
- Thaloe Brescovit, 1993
- Timbuka Brescovit, 1997
- Umuara Brescovit, 1997
- Wulfila O. P.-Cambridge, 1895
- Wulfilopsis Soares & Camargo, 1955
- Xiruana Brescovit, 1997

- Malenellinae Ramirez, 1995

- Malenella Ramírez, 1995